# Подзверинец
Подзверинец (укр. Підзвіринець) — село в Комарновской городской общине Львовского района Львовской области Украины.
Население по переписи 2001 года составляло 811 человек. Занимает площадь 4,6 км². Почтовый индекс — 81574. Телефонный код — 3231.